# Choqa Qasem
Choqa Qasem (în persană چقاقاسم, de asemenea, romanizat ca Choqā Qāsem) este un sat din districtul rural Baladarband, în districtul central al județului Kermanshah, provincia Kermanshah, Iran. La recensământul din 2006, populația sa era de 164 de locuitori, în 39 de familii.